# Signore e signori
 Signore e signori  és una pel·lícula italiana dirigida per Pietro Germi, estrenada el 1966.

## Argument
En una imprecisa ciutat del Vèneto (Treviso, clarament recognoscible, tot i que no en cap moment s'esmenta explícitament), es creuen tres històries, compartides pel mateix grup de coneguts. Un jove "don Joan" empedreït es dirigeix al seu metge i amic per confessar-li un fals problema d'impotència. El metge no dubta de convertir aquesta confidència en xafardeig, però això es torna en seu contra. En efecte; la impotència no és més que un pretext per mantenir-lo ocupat i allunyar-lo de la seva pròpia dona. Mentrestant, la dona ha estat seduïda per l'astut pacient. El protagonista de la segona història és Visigato, un comptable de banc frustrat, que ha de veure-se-les amb una dona dèspota i aclaparadora. L'home, enamorat d'una bonica caixera d'un bar, somia escapar-se amb ella. Tanmateix, la dona intueix els projectes del seu marit i amb la seva intriga provoca un escàndol. L'home, posat en ridícul davant de tot el poble, perd la seva feina i es veu obligat a tornar de mala gana a casa seva. En la tercera i última història una jove camperola arriba a la ciutat per anar de compres. Durant el recorregut es deixa enganyar ingènuament per un grup d'homes, que més tard s'aprofiten d'ella. El pare de la noia, en tenir coneixement de l'ocorregut, presenta una denúncia perquè ella és menor d'edat.

## Repartiment
- Virna Lisi: Milena Zulian
- Gastone Moschin: Osvaldo Bisigato
- Nora Ricci: Gilda Bisigato
- Alberto Lionello: Toni Gasparini
- Olga Villi: Ippolita Gasparini
- Franco Fabrizi: Lino Bebedetti
- Beba Loncar: Noemi Castellan

## Premis i nominacions

### Premis
- 1966 Palma d'Or al Festival Internacional de Cinema de Canes

### Nominacions
- 1967 Globus d'Or a la millor pel·lícula estrangera